# Zona da Mata Mineira
Zona da Mata Mineira é uma região geográfica do estado brasileiro de Minas Gerais, na Região Sudeste do país. Abrange uma área de aproximadamente 35,7 mil km² e uma população de mais de 2 milhões de habitantes, segundo informações do Instituto Brasileiro de Geografia e Estatística (IBGE). Situa-se na porção sudeste do estado, próxima à divisa dos estados do Rio de Janeiro e do Espírito Santo.
Segundo a divisão geográfica do IBGE vigente entre 1989 e 2017, a Zona da Mata era considerada uma mesorregião, composta pelas microrregiões de Cataguases, Juiz de Fora, Manhuaçu, Muriaé, Ponte Nova, Ubá e Viçosa. Em 2017, o IBGE extinguiu as mesorregiões e microrregiões, criando um novo quadro regional brasileiro, com novas divisões geográficas denominadas, respectivamente, regiões geográficas intermediárias e imediatas. Segundo a nova divisão, a Zona da Mata corresponde parcialmente à Região Geográfica Intermediária de Juiz de Fora.
Antes da colonização, a Zona da Mata era habitada por índios botocudos e puris, povos tapuias, isto é, não-tupis, os quais falavam línguas do tronco linguístico macro-jê. Embora percorrida por alguns bandeirantes no século XVII, o processo de colonização europeia iniciou-se no século XVIII pelas localidades situadas às margens do Caminho Novo. O povoamento por colonos se deu de forma tímida inicialmente, uma vez que a Coroa Portuguesa proibia a ocupação da região, então chamada de "Sertões do Leste" ou "sertões intermediários", espaço coberto pela floresta tropical, que se estendia entre as áreas povoadas da região central de Minas Gerais e o litoral do Espírito Santo, Rio de Janeiro e Bahia. Com a decadência da produção aurífera, vários exploradores e suas famílias se deslocaram das vilas mineradoras para a Zona da Mata. O povoamento foi fortemente impulsionado ao longo do século XIX pela expansão da lavoura cafeeira.
A Mata Atlântica era originalmente a cobertura vegetal dominante, fato do qual deriva o nome da Zona da Mata. A floresta, entretanto, foi fortemente devastada e atualmente é restrita a exíguas áreas nos pontos mais elevados. O relevo da região é rugoso com altos morros. Na Serra de Caparaó, divisa com o Espírito Santo, situam-se o Pico da Bandeira e o Pico do Cristal. Pelos vales da Serra da Mantiqueira correm os principais afluentes da margem esquerda do Rio Paraíba do Sul, como o Rio Paraibuna, o Rio Pomba e o Rio Muriaé, e, ainda, o Rio Carangola, subafluente do Rio Paraíba do Sul. A porção norte da região é banhada por alguns dos principais formadores e afluentes do Rio Doce, como os rios Piranga, Xopotó, Casca e Manhuaçu.
Na economia da Zona da Mata destacam-se as indústrias, a criação de gado leiteiro e plantações de cana-de-açúcar, café, milho e feijão. A região é servida por importantes rodovias federais, tais como BR-040, BR-116, BR-262, BR-267 e BR-482. A região também é cortada pelas antigas ferrovias Central do Brasil e E.F. Leopoldina.

## Geografia

### Vegetação
A densa cobertura florestal, em suas condições originais, deu origem ao nome Zona da Mata. O padrão de explorações agropecuárias que se estabeleceu na Zona da Mata no início de sua colonização acarretou contínuas derrubadas das matas, que eram, então, substituídas pelas culturas que viriam a ser as tradicionais da região. A vegetação nativa era a floresta tropical, na verdade, expansão da Mata Atlântica das regiões serranas da vertente leste para o interior.
Hoje as matas reduzem-se a pequenas manchas e capoeiras nas encostas íngremes. A maior parte das terras da região está ocupada por pastagens naturais e artificiais (principalmente braquiárias), que suportam rebanhos bovinos predominantes mestiços - dupla finalidade - leite / corte, distribuídos em fazendas de porte médio e pequeno.
Entre as culturas tradicionais da região, o café foi o mais importante na formação de rendas. A erradicação dos cafezais contribuiu para o esvaziamento da economia regional, ao passo que a liberação da mão de obra dessa atividade, não absorvida pelos outros setores, reduziu as oportunidades de trabalho, criando tensões sociais.

### Relevo

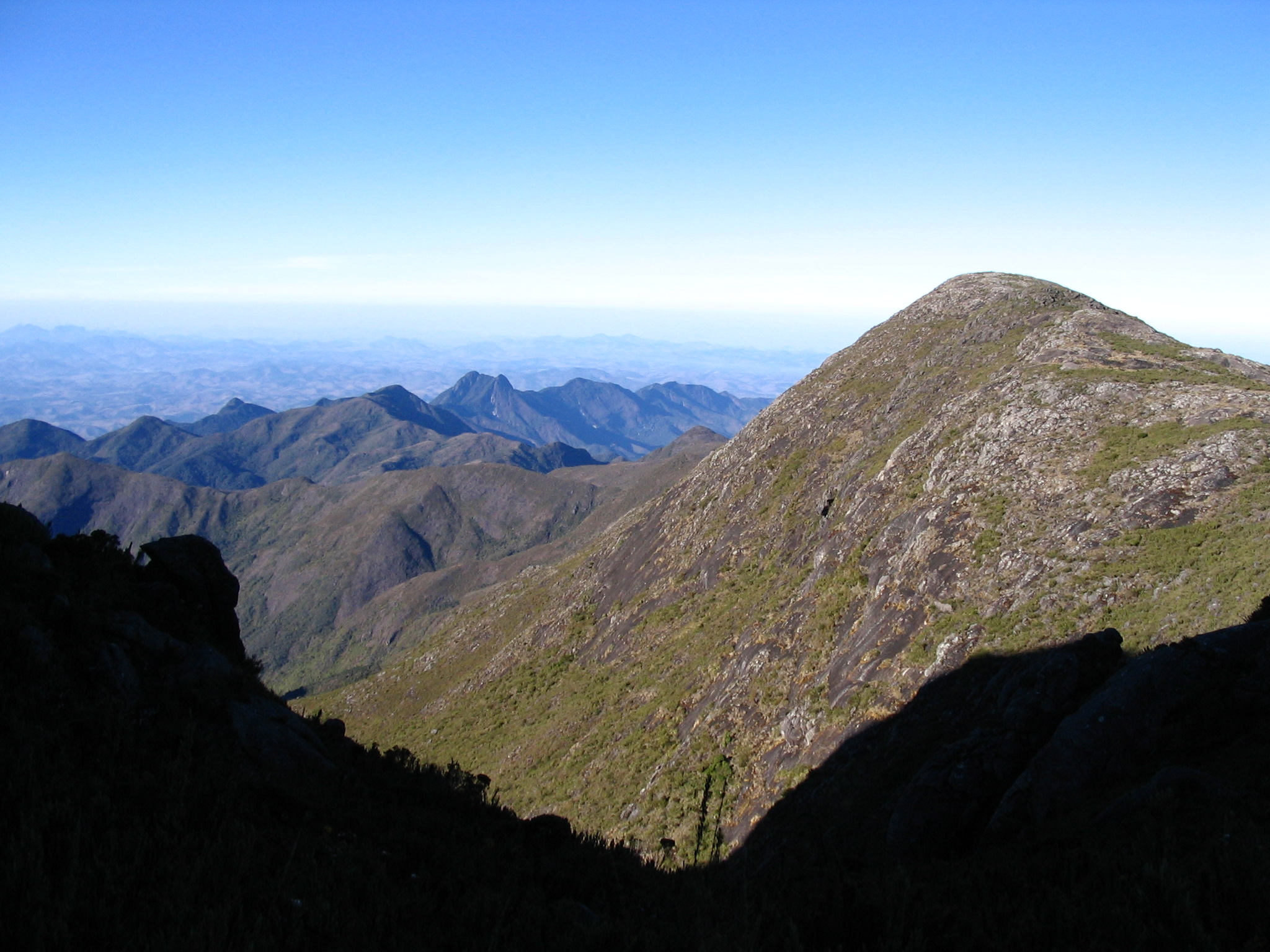
Parque Nacional do Caparaó.

O relevo da Zona da Mata é acidentado, dissecado, isto é, caracterizado pelo predomínio de colinas e vales estreitos e algumas serras, constituído por rochas cristalinas antigas, do arqueando: granito, gnaisse, etc.
O ponto culminante da região é o Pico da Bandeira, com 2 891 metros de altitude, situado na Serra do Caparaó junto à divisa com o Espírito Santo. As maiores altitudes da região ocorrem tanto na serra do Caparaó como na serra da Mantiqueira, situada na parte sul e oeste da região. As menores altitudes ocorrem no vale do Paraíba Sul, chegando a valores em torno dos 70 metros na foz do rio Pirapetinga. Em decorrência dessas altitudes, o clima predominante é do tipo tropical, de verões com médias térmicas mensais na casa dos 25o C. Há registros de temperaturas reduzidas em algumas áreas, sobretudo naquelas superiores a 1 000m de altitude. Outra característica importante são os valores anuais da pluviosidade, que são reduzidos a 1 200 a 1 400 mm.

### Rede hidrográfica
A Zona da Mata situa-se integralmente na Região hidrográfica do Atlântico Sudeste. Os rios da Zona da Mata fazem parte de três importantes bacias hidrográficas dessa região hidrográfica:
- Bacia do rio Paraíba do Sul: A porção sul da Zona da Mata é banhada por rios que integram a bacia do Paraíba do Sul. Os principais são o próprio Paraíba do Sul e seus afluentes como os rios Pomba, Muriaé, Paraibuna, Pirapetinga e subafluentes Carangola, Glória, Novo e Preto.
- Bacia do rio Doce: A porção norte da Zona da Mata é banhada por rios que integram a bacia do rio Doce. Os principais são os rios Carmo e Piranga, formadores do rio Doce, os rios Xopotó e Turvo Limpo, afluentes do Piranga, e os rios Casca e Manhuaçu, afluentes do Doce.
- Bacia do rio Itabapoana: Os rios Preto e São João, formadores do rio Itabapoana, bem como seu afluente Caparaó, banham os municípios da Zona da Mata situados na Serra do Caparaó e adjacências.

### Cidades
No total são 142 municípios que abrange a Zona da Mata Mineira:
- Abre Campo
- Acaiaca
- Além Paraíba
- Alto Caparaó
- Alto Jequitibá
- Alto Rio Doce
- Amparo do Serra
- Antônio Prado de Minas
- Aracitaba
- Araponga
- Argirita
- Astolfo Dutra
- Barão de Monte Alto
- Barra Longa
- Belmiro Braga
- Bias Fortes
- Bicas
- Brás Pires
- Caiana
- Cajuri
- Canaã
- Caparaó
- Caputira
- Carangola
- Cataguases
- Chácara
- Chalé
- Chiador
- Cipotânea
- Coimbra
- Coronel Pacheco
- Descoberto
- Diogo de Vasconcelos
- Divinésia
- Divino
- Dom Silvério
- Dona Euzébia
- Dores do Turvo
- Durandé
- Ervália
- Espera Feliz
- Estrela Dalva
- Eugenópolis
- Ewbank da Câmara
- Faria Lemos
- Fervedouro
- Goianá
- Guaraciaba
- Guarani
- Guarará
- Guidoval
- Guiricema
- Itamarati de Minas
- Jequeri
- Juiz de Fora
- Lajinha
- Lamim
- Laranjal
- Leopoldina
- Lima Duarte
- Luisburgo
- Manhuaçu
- Manhumirim
- Mar de Espanha
- Maripá de Minas
- Martins Soares
- Matias Barbosa
- Matipó
- Mercês
- Miradouro
- Miraí
- Muriaé
- Olaria
- Oliveira Fortes
- Oratórios
- Orizânia
- Paiva
- Palma
- Patrocínio do Muriaé
- Paula Cândido
- Pedra Bonita
- Pedra do Anta
- Pedra Dourada
- Pedro Teixeira
- Pequeri
- Piau
- Piedade de Ponte Nova
- Piranga
- Pirapetinga
- Piraúba
- Ponte Nova
- Porto Firme
- Presidente Bernardes
- Raul Soares
- Recreio
- Reduto
- Rio Casca
- Rio Doce
- Rio Espera
- Rio Novo
- Rio Pomba
- Rio Preto
- Rochedo de Minas
- Rodeiro
- Rosário da Limeira
- Santa Bárbara do Monte Verde
- Santa Cruz do Escalvado
- Santa Margarida
- Santa Rita do Ibitipoca
- Santa Rita do Jacutinga
- Santana de Cataguases
- Santana do Manhuaçu
- Santana do Deserto
- Santo Antônio do Aventureiro
- Santo Antônio do Grama
- Santos Dumont
- São Francisco do Glória
- São Geraldo
- São João do Manhuaçu
- São João Nepomuceno
- São José do Mantimento
- São Miguel do Anta
- São Pedro dos Ferros
- São Sebastião da Vargem Alegre
- Sem-Peixe
- Senador Cortes
- Senador Firmino
- Senhora de Oliveira
- Sericita
- Silverânia
- Simão Pereira
- Simonésia
- Tabuleiro
- Teixeiras
- Tocantins
- Tombos
- Ubá
- Urucânia
- Vermelho Novo
- Viçosa
- Vieiras
- Visconde do Rio Branco
- Volta Grande

## Transporte
A Zona da Mata é bem servida de vias de comunicação rodoferroviárias.
As rodovias federais que cortam a região são BR-040, BR-116, BR-120, BR-262, BR-265, BR-267, BR-393, BR-356 e BR-482.
Duas importantes ferrovias servem a região: a Ferrovia do Aço e a Centro Atlântica.
O principal aeroporto da região atualmente é o Aeroporto Regional da Zona da Mata, com vôos regulares para Campinas (SP) e pista com capacidade de operações de jatos comerciais. Os demais aeroportos da região atendem somente aviação geral, privada.

## Economia
A Zona da Mata tem participação de 7,6% no PIB de Minas Gerais. O setor agrícola, o setor industrial e o setor de serviços da região são responsáveis, respectivamente, por 8,4%, 5,4% e 9% da renda desses setores no estado. Juiz de Fora é o município de maior PIB, respondendo por 37% da riqueza produzida na região. Os municípios de menor representatividade na riqueza regional são Paiva e Pedro Teixeira
O setor de serviços responde por 60,2% do PIB da Zona da Mata. O principal polo regional de serviços é Juiz de Fora, que é o quinto município do estado no setor. Outros municípios que se destacam no setor de serviços são Carangola, Ponte Nova, Viçosa, Ubá, Cataguases, Muriaé, Leopoldina e Além Paraíba.
A indústria representa 19,9% do PIB regional, sendo os principais segmentos a indústria metalúrgica, automobilística, têxtil e moveleira. O principal polo industrial da região é Juiz de Fora, que ocupa a décima posição entre os municípios do estado no setor.
A agropecuária representa 9,1% do PIB da Zona da Mata, sendo Carangola e Manhuaçu os municípios de maior destaque. A atividade também é muito expressiva nos demais municípios como Juiz de Fora, Leopoldina, Lima Duarte, Ervália, Muriaé e Ponte Nova. O principal produto agrícola da região é o café, cultivado principalmente na porção norte da região. Na pecuária, destacam-se a produção de leite e a criação de bovinos, suínos e aves. Como destaque na produção de leite, temos as indústrias Vale do Carangola. Na industria moveleira Ubá se destaca sendo o maior polo moveleiro de Minas Gerais e o segundo maior do Brasil.

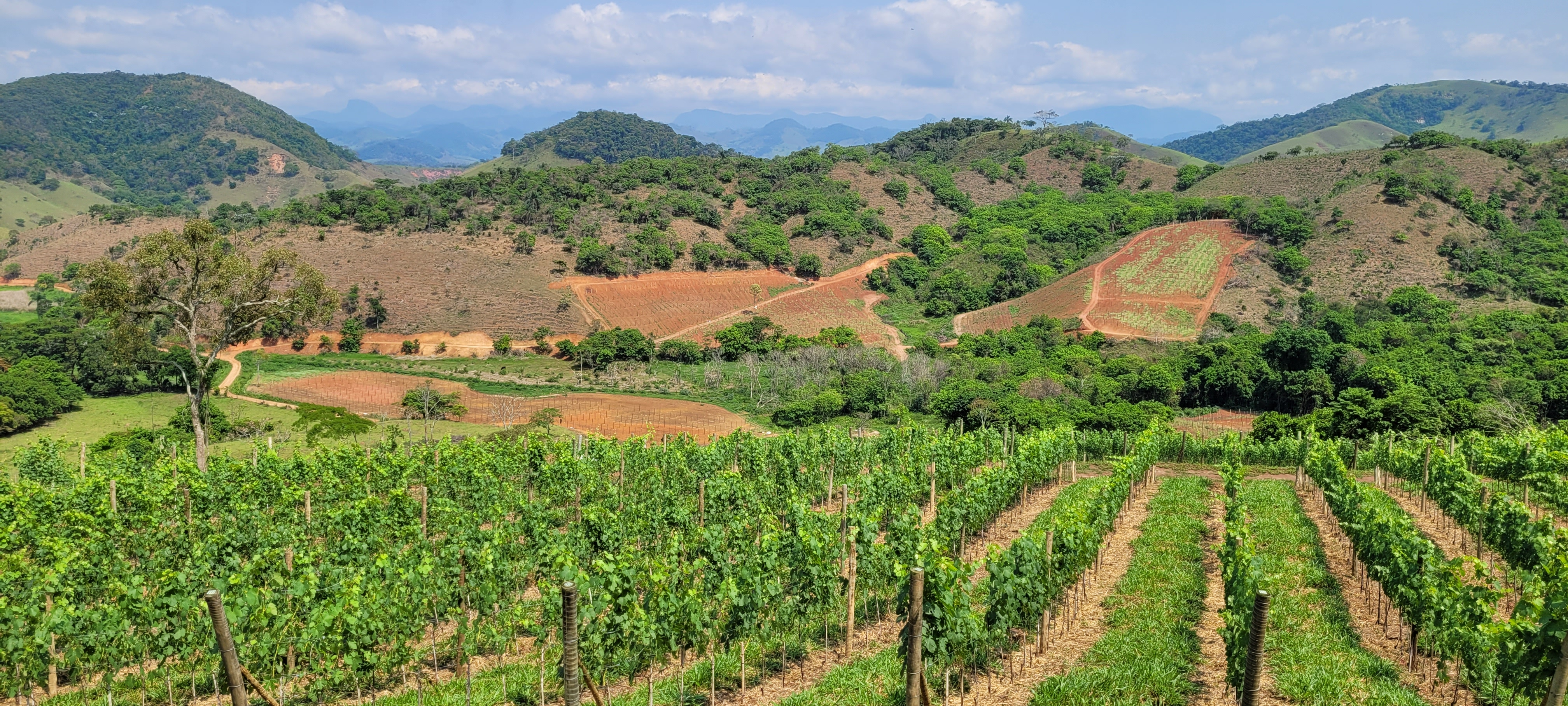
Vinícola Campo de Estrelas em Vieiras - MG.

A partir de 2020 a produção de vinhos finos, conhecidos como Vinhos da Mata, começa a despontar na Zona da Mata. São produzidos vinhos das uvas brancas Alvarinho, Muscat Petit Grain, Vermentino e Sauvignon blanc e as tintas Cabernet Franc, Cabernet Sauvignon, Marselan, Syrah, Tannat, Tinta Roriz e Touriga Nacional. A indústria do vinho e o enoturismo tem um potencial transformador para a economia de toda a região gerando milhares de empregos nos setores de serviços, agricultura, indústria e turismo.

## Turismo
- Estrada Real
- «Caminho da Luz»
- Parque Nacional do Caparaó
- Parque Estadual Serra do Brigadeiro
- Parque Estadual do Ibitipoca